# Наука в Пакистане
Наука в Пакистане развивается достаточно интенсивно, особенно в сфере ядерных технологий.

## Обзор
Пакистан добился значительных достижений в области ядерных технологий с 1980 года, когда его Комиссия по атомной энергии разработала ядерные установки для производства электроэнергии и исследовательских программ. Три ядерных центра для сельскохозяйственных исследований, использовали ядерные методы для улучшения сортов сельскохозяйственных культур. Шесть ядерных медицинских центров, обеспечивают диагностику и лечение больных, радиоизотопы производятся за счёт собственных ресурсов запасов урана. В мае 1998 года Пакистан провел испытания ядерного оружия в пустыне, недалеко от города Чагай, в ответ на индийские тестирования в начале этого месяца. Пять ядерных бомб были взорваны с 28 по 30 мая.
Зона экспортной переработки в Карачи, созданная в 1980 году, привлекла иностранные инвестиции в передовые технологии. Другая зона была создана в Лахоре. В настоящее время они включают в себя разработки программ для компьютера и изготовления деталей, сборки телевизоров, других электрических, электронных изделий и техники.
Научные сообщества включают в себя Пакистанскую Академии наук (основана в 1953 году в Исламабаде), Пакистанскую ассоциацию содействия развитию науки (основана в 1947 году в Лахоре), и Научное общество Пакистана (основано в 1954 году в Карачи). Пакистанский Совет по науке и технике — является главным консультативным органом правительства. Пакистанский Совет научных и промышленных исследований, Пакистанский Совет медицинских исследований и Пакистанские исследования в области сельского совета — содействуют в проведении научных исследований в соответствующих областях. В 1987-97 годах расходы на науку в Пакистане составляли — 0,92 % ВНП. В 1990-х годах В Пакистане на один миллион человек приходилось: 72 учёных, инженеров и 13 техников которые заняты в сфере исследований. В 1996 году в Пакистане было 28 университетов и колледжей, предлагающих курсы в области фундаментальных и прикладных наук. В 1987 — 97 годах, на факультетах науки и техники — студенты составляли 32 % от всех студентов колледжей и университетов.